# روبرت ليفينغستون
روبرت ليفينغستون (بالإنجليزية: Robert Robert Livingston)‏ (27 نوفمبر 1746 - 26 فبراير 1813) أدى ليفينغستون اليمين الرئاسي لجورج واشنطن عندما تولى المنصب في عام 1789، وانتُخب عضوًا في الجمعية الفلسفية الأمريكية في عام 1801.

## النشأة
شغل أخيه الأصغر إدوارد ليفينغستون (1764-1836) منصب سفير الولايات المتحدة في فرنسا، وتزوجت أخته جيرترود ليفينغستون (1757-1833) من الحاكم مورجان لويس (1754-1844)، وتزوجت أخته جانيت ليفينغستون من ريتشارد مونتغمري (1738-1775) وتزوجت أخته الأخرى أليدا ليفينغستون (1761-1822) من جون أرمسترونج الابن (1758-1843)، كما تزوجت أخته جوانا ليفينغستون (1759-1827) من بيتر آر ليفينغستون (1766-1847).
تخرج ليفينغستون من جامعة الملوك (كينجز كوليدج) في يونيو 1765 وقُبل في نقابة المحامين عام 1770. تُعرف هذه الجامعة حاليًا بكلية كولومبيا بجامعة كولومبيا التي تغير اسمها عقب الثورة الأمريكية في عام 1784.

## مهنته

### مسجل مدينة نيويورك
عُيّن ليفينغستون مسجلًا لمدينة نيويورك في عام 1773 ولكنه سرعان ما انتمى للحزب اليميني المناهض للاستعمار (الوطنيون) وبناءً على ذلك اُستبدل بجون واتس جونيور بعدى بضعة أشهر.

### مستشار مدينة نيويورك
أصبح ليفينغستون أول مستشار لنيويورك في 30 يوليو 1777، وكان يُعتبر أعلى منصب قضائي في الولاية. كما كان أول وزير خارجية للولايات المتحدة وخدم في الفترة من 1781 إلى 1783.
أدى ليفينغستون اليمين الرئاسي لجورج واشنطن في حفل تسلم المنصب في 30 أبريل 1789 في القاعة الفيدرالية في مدينة نيويورك.
انضم روبرت ليفينغستون إلى الحزب الجمهوري الديمقراطي في الولايات المتحدة في عام 1789 وشكل تحالفًا مع منافسيه السابقين جورج كلينتون وآرون بور. عارض روبرت معاهدة جاي التي وقُعت عام 1794 لتحل النزاعات بين الولايات المتحدة وبريطانيا بعد نهاية الثورة الأمريكية وغيرها من معاهدات الحزب الفيدرالي.
ترشح لمنصب حاكم نيويورك باعتباره جمهوريًا ديمقراطيًا، وتحدى جون جاي في انتخابات عام 1798 ولكن دون جدوى. ترك ليفينغستون منصبه في 30 يونيو 1801 بعد أن عمل مستشارًا لما يقارب الـ 24 عامًا.

### اعلان الاستقلال
عُيّن روبرت ليفينغيستون ضمن لجنة مندوبي الكونغرس القاري الثاني في 11 يونيو 1776 والتي وقع عليها مهمة إعلان الإستقلال.

### سفير الولايات المتحدة في فرنسا
عين ليفينغستون سفيرًا للولايات المتحدة في فرنسا بعد انتخاب توماس جيفرسون رئيسًا للولايات المتحدة في 4 مارس 1801.

## حياته الشخصية
تزوج ليفينغستون من ابنة عضو الكونجرس القاري جون ستيفنز وهي ماري ستيفنز (1751-1814) أخت المخترع جون ستيفنز الثالث في 9 سبتمبر 1770، وأنجبا عددًا من الأبناء وهم:
- إليزابيث ستيفنز ليفينغستون (1780-1829) التي تزوجت من الحاكم إدوارد فيليب ليفينغستون (1779-1843) في 20 نوفمبر 1799.
- مارغريت ماريا ليفينغستون (1783-1818) التي تزوجت من روبرت ليفينغستون (1775-1843) ابن والتر ليفينغستون وكورنيليا شويلر في 10 يوليو 1799.

توفي روبرت ليفينغستون في 26 فبراير 1813 ودُفن في كنيسة القديس بولس في تيفولي في نيويورك.

## روابط خارجية
- روبرت ليفينغستون على موقع الموسوعة البريطانية (الإنجليزية)
- روبرت ليفينغستون على موقع ميوزك برينز (الإنجليزية)
- روبرت ليفينغستون على موقع إن إن دي بي (الإنجليزية)